# 鷹匠町 (徳島市)
鷹匠町（たかじょうまち）は、徳島県徳島市の町名。西富田地区に属している。鷹匠町一丁目から鷹匠町四丁目まで存在する。郵便番号は〒770-0922。
- 人口：318人（2010年11月。徳島市の調査より）
- 世帯数：178世帯（同上）

## 地理
徳島市の東部、市街地の南西部に位置。東は栄町の歓楽街・商店街、西は大道の商店街と接する。北から一丁目から六丁目に比較的整然と区画される歓楽街・商店街。
特に一丁目から二丁目は第二次世界大戦後、芸妓町として名高い富田町歓楽街の外縁として拡大を示し、東に続く栄町・秋田町とともに市の代表的な歓楽街と化した。四丁目から六丁目はおよそ商店街。比較的市街地に近く、西方を国道439号が南北に走る。

## 歴史
元は徳島市富田浦町の一部で1940年（昭和15年）より現在の町名となった。江戸時代には鷹匠町・鷹匠町割地小路・正閑坊小路と呼ばれていた地にあたる。1945年（昭和20年）6月22日の米軍500kg爆弾攻撃と、同年7月3日の徳島大空襲では、著しい戦災を受けた。
当町には明治・大正期の著述家・長尾覚、大正・昭和期の漢詩人・香川対山などが居住した。戦後、芸妓町として名高い富田町歓楽街の外延的拡大を示し、キャバレー・料亭・ホテルなどが建てられ、秋田町・栄町・富田町とともに市の歓楽街と化した。
1975年（昭和50年）に秋田町・南新地の各一部を編入。

## 施設
- 大聖院

## 交通

### 道路
一般国道
- 国道439号